# Park Bo-kyung
Park Bo-kyung (en hangul, 박보경; nacida el 27 de noviembre de 1981) es una actriz surcoreana. Es conocida sobre todo por sus papeles en las series de televisión Now, We Are Breaking Up, Link: Eat, Love, Kill, y Las hermanas.

## Vida personal
Park Bo-kyung se graduó en Departamento de Actuación del Instituto de Teatro de la Universidad Nacional de Artes de Corea. Está casada con el también actor Jin Seon-kyu; se conocieron en 2005 cuando eran compañeros de estudios en el mismo departamento universitario y trabajaban en la misma compañía de teatro, Ganda. Tienen un hijo y una hija, y Park abandonó la actuación durante diez años para dedicarse a la crianza de ambos; su primer papel tras este paréntesis fue el de Lee Mae-ja en el filme Romang, de 2019.

## Carrera
Park comenzó su carrera en teatro, donde actuó desde 2010 en obras como Judo Boy, Me and My Grandfather y Rooftop Cat. Debutó en cine en 2008 con un pequeño papel en Hello, Schoolgirl. Su debut en televisión se produjo mucho más tarde, en 2019, con The Running Mates: Human Rights, una serie dramática centrada en la vigilancia contra las violaciones de los derechos humanos, y en la que asume el papel de una investigadora.
En 2022 tomó parte en la exitosa serie web Tribunal de menores, con el papel de la madre de una de las víctimas, un niño de nueve años cuya muerte lamenta ante el tribunal en una escena que llamó la atención de los espectadores.Del mismo año es su presencia, con un papel más extenso y complejo, en Link: Eat, Love, Kill. Jang Mi-sook es una madre que ha perdido a su hijo y está dominada por todo tipo de neurosis y cambios de humor. Sobre su actuación en esta serie escribió un crítico: «La energía que irradia Park Bo-kyung en la obra es suave pero intensa. Los impredecibles cambios de humor y los sentimientos ambivalentes hacia el hijo que se entrelazan como un hilo se expresan con claridad y detalle, aumentando la tensión».Park cerró el fructífero 2022 con un papel en Las hermanas, donde es Go Soo-im, la ayudante de un político que mantiene una relación conflictiva con las tres protagonistas. Incluye alguna escena de acción y es muy diferente de los que hasta entonces venía encarnando la actriz.
Al año siguiente destacó también su actuación en La buena mala madre, donde pese a carecer del recurso a la expresión facial, porque aparecía casi siempre con una máscara de belleza en el rostro, el guion le reservó muchas líneas de diálogo brillantes. Su papel es el de la misteriosa mujer del jefe de la aldea, sobre la que corren rumores inquietantes.2023 es también el año de Como flores en la arena, una serie de ENA, y de la película Hopeless, donde interpreta a la madre del protagonista, Mo-kyung. Por este trabajo recibió una nominación a mejor actriz de cine en los Director's Cut Awards de 2024.

## Filmografía

### Cine
| Año  | Título                           | Hangul    | Papel                             | Notas        | Ref.          |
| ---- | -------------------------------- | --------- | --------------------------------- | ------------ | ------------- |
| 2008 | Hello, Schoolgirl                | 순정만화  | Recién casada                     |              | [ 7 ]         |
| 2012 | Mr. XXX-Kisser                   | 아부의 왕 | Mujer de media edad               |              |               |
| 2017 | The Mayor                        | 특별시민  | Esposa de Gil-soo                 |              |               |
| 2019 | Romang                           | 로망      | Lee Mae-ja                        |              | [ 5 ]         |
| 2019 | The Gangster, the Cop, the Devil | 악인전    | Esposa de la víctima              |              |               |
| 2019 | Man of Men                       | 퍼펙트 맨 | Empleada de la tienda de cerámica |              |               |
| 2022 | Heartbeat                        | 심장소리  | Madre en el ascensor              | Cortometraje |               |
| 2023 | Hopeless                         | 화란      | Mo-kyung                          |              | [ 18 ] [ 19 ] |
| 2024 | The Roundup: Punishment          | 범죄도시4 | Patólogo                          |              |               |

### Series de televisión
| Año  | Título                          | Papel                       | Canal    | Notas              | Ref.                 |
| ---- | ------------------------------- | --------------------------- | -------- | ------------------ | -------------------- |
| 2019 | The Running Mates: Human Rights | Jin Jin-nyeo                | OCN      |                    | [ 20 ]               |
| 2020 | Pasillos de hospital            | Esposa de Chang-hak         | tvN      | Aparición especial | [ 21 ]               |
| 2021 | Beyond Evil                     | Im Sun-nyeo                 | JTBC     |                    | [ 22 ]               |
| 2021 | Now, We Are Breaking Up         | Choi Ji-yeon                | SBS      |                    | [ 23 ] [ 24 ]        |
| 2021 | Shadow Beauty                   | Madre de Yang Ha-neul       | Kakao TV | Serie web          | [ 10 ]               |
| 2022 | Tribunal de menores             | Madre de Ji-hoo             | Netflix  | Serie web          | [ 25 ] [ 26 ]        |
| 2022 | Link: Eat, Love, Kill           | Jang Mi-sook                | tvN      |                    | [ 27 ]               |
| 2022 | Las hermanas                    | Go Soo-im                   | tvN      |                    | [ 28 ] [ 29 ]        |
| 2023 | La buena mala madre             | Esposa del jefe de la aldea | JTBC     |                    | [ 14 ]               |
| 2023 | Moving                          | Shin Yoon-young             | Disney+  | Serie web          | [ 30 ] [ 31 ]        |
| 2023 | Como flores en la arena         | Seo Sook-hee                | ENA      |                    | [ 32 ] [ 33 ]        |
| 2023 | Soundtrack 2                    | Kim Soo-min                 | Disney+  | Serie web          |                      |
| 2024 | Chaebol X Detective             | Ha Hye-kyung                | SBS      | Aparición especial |                      |
| 2024 | La reina Woo                    | Jol-bon                     | TVING    | Serie web          | [ 34 ] [ 35 ]        |
| 2025 | Exploradora del amor            | Kim Hye-jin                 | SBS      |                    | [ 36 ] [ 37 ]        |
| 2025 | Riding Life                     | Ho-kyung                    | ENA      |                    | [ 38 ] [ 39 ] [ 40 ] |
| 2025 | Submundo                        | Presidenta Jin              | Disney+  |                    | [ 41 ]               |

## Premios y nominaciones
| Año  | Premios              | Categoría           | Papel    | Resultado | Ref.          |
| ---- | -------------------- | ------------------- | -------- | --------- | ------------- |
| 2024 | 22.os Director's Cut | Mejor actriz (cine) | Hopeless | Nominada  | [ 17 ] [ 42 ] |